# أليكس ويلسون (متزحلق حر)
أليكس ويلسون (بالإنجليزية: Alex Wilson)‏ هو متزحلق حر أمريكي، ولد في 15 يوليو 1974.

## روابط خارجية
- أليكس ويلسون على موقع أوليمبيديا (الإنجليزية)